# Steven Davis
Steven Davis MBE (* 1. Januar 1985 in Ballymena) ist ein ehemaliger nordirischer Fußballnationalspieler. Seine Position war meist im defensiven Mittelfeld. Seit dem 8. Oktober 2020 ist er nordirischer Rekordnationalspieler.
Im Jahre 2017 wurde er von Queen Elisabeth II zum Member of the British Empire ernannt.

## Karriere

### Verein
Der gebürtige Nordire begann seine Profikarriere in der Jugendmannschaft von Aston Villa. Nach sehr erfolgreichen Spielen in der Jugend kam er Anfang der Saison 2003/04 in die erste Mannschaft. Sein Debüt absolvierte er am 18. September 2004 gegen Norwich City. Sein Länderspieldebüt hatte er am 9. Februar 2005 gegen Kanada. Im Juli 2007 unterzeichnete er einen Vertrag beim FC Fulham. Anfang des Jahres 2008 wurde an die Glasgow Rangers verliehen, die ihn nach einem halben Jahr für eine Ablöse von 3 Millionen Pfund verpflichteten. Im Mai 2010 wurde er zu Schottlands Fußballer des Jahres gewählt. In der UEFA Champions League 2010/11 belegten die Rangers in der Gruppenphase hinter  Manchester United und dem FC Valencia nur den dritten Platz, den sie sich mit ihren einzigen Sieg gegen den türkischen Verein Bursaspor sicherten, der erstmals türkischer Meister geworden war. Als Dritter konnten sie dann in der  UEFA Europa League 2010/11 weiter spielen und erreichten das Achtelfinale, scheiterten dort aber am PSV Eindhoven, dem Dritten der niederländischen Eredivisie. Dabei hatten sie mit einem torlosen Remis in Eindhoven eine gute Basis gelegt, verloren dann aber das Heimspiel mit 0:1.  Parallel dazu sicherten sich die Rangers in der Meisterschaft wieder Platz 1 und waren damit für die 3. Qualifikationsrunde der UEFA Champions League 2011/12. In dieser scheiterten sie aber am schwedischen Meister Malmö FF: nach einer 0:1-Heimniederlage konnten sie im Rückspiel nur ein 1:1 erreichen. Als unterlegene Mannschaft konnten sie dann zwar in der UEFA Europa League 2011/12 weiter spielen, dort war aber nach zwei Spielen gegen den slowenischen Meister NK Maribor auch Schluss. In der Scottish Premier League 2011/12 belegten die Rangers nur den zweiten Platz und wurden anschließend wegen Finanzproblemen in die vierte Liga verbannt.
Im Juli 2012 verließ Davis daher wie die meisten seiner Mitspieler die Rangers und wechselte ablösefrei zum englischen Erstligaaufsteiger FC Southampton. In der Saison 2012/13 behaupteten sich „The Saints“ auf dem 14. Tabellenplatz in der Liga. 2013/14 wurde der achte Platz erreicht und 2014/15 war man als Siebter für die 3. Qualifikationsrunde zur UEFA Europa League 2015/16 qualifiziert. In dieser setzten sie sich mit 3:0 und 2:0 gegen Vitesse Arnheim, den Fünften der niederländischen Eredivisie durch. In den Play-offs vor der Gruppenphase kamen sie dann im Heimspiel gegen den dänischen Meister FC Midtjylland nur zu einem 1:1 und verloren dann das Auswärtsspiel mit 0:1. Davis verpasste dabei nur das Heimspiel gegen die Dänen, kam in den drei anderen Spielen aber zum Einsatz. In der Premier League 2015/16 sicherten sich „The Saints“ als Sechste einen Platz  in der Gruppenphase der UEFA Europa League 2016/17. Davis hatte dazu in 34 Ligaspielen mit fünf Toren beigetragen.
Anfang 2019 wechselte er zunächst auf Leihbasis zurück zu den Rangers und wurde im Juli ablösefrei übernommen.

### Nationalmannschaft
Im Oktober 2004 wurde Steven Davis  erstmals zur Nationalmannschaft eingeladen, saß am 9. Oktober beim Qualifikationsspiel zur WM 2006 gegen Aserbaidschan aber nur auf der Bank.
Am 9. Februar 2005 gab er dann sein Debüt im Nationaltrikot in einem Freundschaftsspiel gegen Kanada spielte er über 90 Minuten. Er war dann sofort Stammspieler und fehlte seitdem nur in 14 Spielen, zumeist weniger wichtigen Freundschaftsspielen. Beim historischen Sieg Nordirlands gegen England am 7. September 2005, dem einzigen Pflichtspielsieg gegen die britischen Inselnachbarn, war er Vorlagengeber für den 1:0-Siegtreffer. Bei der 2:3-Niederlage im WM-Qualifikationsspiel gegen Wales erzielte er einen Monat später sein erstes Länderspieltor zum zwischenzeitlichen 2:2-Ausgleich. Insgesamt kam er in der für Nordirland erfolglos verlaufenen Qualifikation auf sechs Einsätze. Im Mai 2006 trug er bei zwei Freundschaftsspielen erstmals die Kapitänsbinde anstelle des nicht nominierten Stammkapitäns Aaron Hughes.
In der Qualifikation für die EM 2008 bestritt bis auf eine Auswechslung alle 12 Spiele über die volle Spielzeit. Auch die folgende WM-Qualifikation und die Qualifikation zur EM 2012 bestritt er als Stammspieler und verpasste dort jeweils nur 2 der 10 Gruppenspiele. In der WM-Qualifikation gegen San Marino am 15. Oktober 2008 erzielte er sein zweites Länderspieltor, zwei weitere folgten in der EM-Qualifikation. In seinem 50. Länderspiel am 7. Oktober 2011 gegen Estland, dem vorletzten Spiel in der EM-Qualifikation trug er wieder die Kapitänsbinde und erzielte sein viertes Länderspieltor. Im nächsten Spiel, dem letzten von Torhüter Maik Taylor durfte dieser dann noch einmal die Binde tragen, danach trug er aber bis auf wenige Ausnahmen immer die Kapitänsbinde.
In der Qualifikation für die WM 2014 bestritt er jede Spielminute, die Qualifikation verlief aber wieder erfolglos für die Nordiren. Bei seiner dritten EM-Qualifikation, für die EM 2016 gelang es Nordirland erstmals, sich die Teilnahme an einer EM-Endrunde und damit nach 30 Jahren wieder für ein großes Turnier zu sichern. In der Partie gegen Griechenland sicherte er mit zwei Toren den 3:1-Erfolg. Für die Fußball-Europameisterschaft 2016 in Frankreich wurde er als Kapitän in das Aufgebot von Nordirland aufgenommen. Er führte in allen vier EM-Spielen die Mannschaft aufs Feld und spielte alle Partien bis zur letzten Spielminute. Das Team erreichte das Achtelfinale und schied dann gegen Wales aus.
In der Qualifikation für die WM 2018 belegten die Nordiren hinter Weltmeister Deutschland den zweiten Platz, schieden dann aber nach einer 0:1-Heimniederlage und einem torlosen Auswärtsspiel gegen die Schweiz aus. In der UEFA Nations League 2018/19 spielten die Nordiren in Liga B und verloren die Spiele gegen Österreich sowie Fußballnationalmannschaft Bosnien und Herzegowina. Die Qualifikation für die EM 2020 ließ sie wieder auf Deutschland treffen. Zwar begannen die Nordiren mit vier Siegen und führten die Gruppe nach der Hälfte der Spiele an, in der zweiten Hälfte gelang ihnen aber nur noch ein torloses Remis im Heimspiel gegen die Niederländer, wodurch diese den Gruppensieg verpassten. Die Spiele gegen Deutschland wurden aber verloren und in den Niederlanden gab es eine 1:3-Niederlage nach 1:0-Führung und zwei Gegentoren in der Nachspielzeit. Damit reichte es nur zum dritten Platz. Dennoch hatten die Nordiren noch die Chance sich über die Playoffs zu qualifizieren. Dabei mussten sie zunächst gegen Nations League Gegner Bosnien und Herzegowina antreten. Da es nach 120 Minuten 1:1 stand, kam es zum Elfmeterschießen, das die Nordiren mit 4:3 gewannen. Davis überbot in dem Spiel mit seinem 120. Länderspiel den Landesrekord von Pat Jennings. Um an der EM-Endrunde teilnehmen zu können, hätten sie noch gegen die Slowakei gewinnen müssen – was aber nicht gelang. Auch die Qualifikation für die WM 2022, bei der er in allen acht Spielen eingesetzt wurde, misslang.

## Erfolge
- Schottischer Meister: 2009, 2010, 2011, 2021
- Schottischer Pokalsieger: 2009, 2022
- Schottischer Ligapokalsieger: 2010, 2011
- UEFA-Europa-League-Finalist: 2022